# Semantiskt lager
Ett semantiskt lager är lagrad metadata om information lagrad i en relationsdatabas. Det semantiska lagret används för att översätta komplexa tekniska begrepp till termer som personer utan teknisk kunskap skall kunna förstå och utnyttja för att skapa egna rapporter från en databas. 
I ett semantiskt lager kan information om kopplingar mellan olika källtabeller i databasen lagras. Även klartextbeskrivningar av olika fält, strategier för exekvering av SQL-kod och säkerhetsinformation för specifika användare kan lagras.